# Öregberény
Az Öregberény 1993 és 1995 között készült színes magyar tévéfilmsorozat.
A sorozatot Budajenőn, Telkiben, Zsámbékon, Tökön, Solymáron, Máriahalmon, Perbálon, Tinnyén, Budakeszin és Hűvösvölgyben forgatták.

## Ismertető
A tévéfilmsorozat színhelye egy szőlős dombokkal övezett kis falu, amely - mint sok-sok hasonló helyzetben lévő társa országszerte -
a rendszerváltozás hétköznapjait éli. Az első részben bemutatkoznak a szereplők: a hajdani nagygazda, a kocsmáros, a pék, a főagronómusból lett vállalkozó, a minden lében kanál Kisfröccs és a többiek. Deli József, a volt kulák úgy érzi, ott folytathatja az életét, ahol 40 éve abbahagyta. A városba szakadt mérnök fiát is hazahívja gazdálkodni.

## Szereplők
| - Horváth Sándor (Deli József) - Kőszegi Ákos (Deli István) - Szilágyi Tibor (Mészáros Károly) - Pápai Erika (Mészárosné Ilonka) - Balázs Péter (Szepi) - Blaskó Péter (Plébános) - Újvári Zoltán / Maszlay István (Dr. Novák Ottó) - Tóth Enikő (Dr. Novákné Erika) - Temessy Hédi (Stefi néni) - Dengyel Iván (Tóth Antal, kocsmáros) - Harsányi Gábor (Kisfröccs) - Rátóti Zoltán (A svéd) - Görög László (Czapáry Péter, Stefi néni unokaöccse) - Kovács Nóra (Zsuzsi) - Téri Sándor (Havranek Ignác) - Egri Kati (Etel) - Sörös Sándor (Alex) - Horesnyi László (Állomásfőnök) - Dörner György (Dr. Szász) - Haumann Péter (Bíró Berci) | - Juhász Judit (Márkus Éva) - Vári Éva (Mariska) - Őze Áron (Gáspár) - Szacsvay László (Ernő) - Dunai Misi (Zoli, a plébános unokaöccse) - Perczel Zita (Czapáry Auguszta, Stefi néni unokatestvére) - Tolnai Miklós (Czapáry Kornél, Stefi néni unokatestvére) - Benkő Gyula (Czapáry Lipót, Stefi néni unokatestvére) - Horkai János (Czapáry Albert, Stefi néni unokatestvére) - Kautzky József (Dr. Kamarás) - Détár Enikő (Enikő) - Keresztes Sándor (Bognár úr) - Németh Zsuzsa (Mészáros Hédi) - Pádua Ildikó - Madarász Éva (Tóth Sári) - Gelecsényi Sára - Bilicsi Mária - Botár Endre (Lajos) - Kisfalussy Bálint - Lux Ádám (ügyvéd) - Forgács Péter - Kaszás Géza |

## Epizódok
1. rész: A hazatérés
2. rész: A kárpótlás
3. rész: A svéd
4. rész: A gróf úr
5. rész: A kölcsön
6. rész: A kampány
7. rész: A meccs
8. rész: Biznisz
9. rész: A bortábornok
10. rész: Szüret
11. rész: A zsarolás
12. rész: Esztike
13. rész: Pótdoktor
14. rész: Szívbaj
15. rész: Csirkevész
16. rész: A vadászat
17. rész: A kölyök
18. rész: Az alapítvány
19. rész: A feleség
20. rész: Püspökkenyér
21. rész: Berényburger

## Érdekesség
Dr. Novák Ottó szerepét az 1. évadban Újvári Zoltán alakította, a 2. évadtól viszont szerepét Maszlay István vette át.